# Parker (Dél-Dakota)
Parker település az Amerikai Egyesült Államok Dél-Dakota államában, Turner megyében, melynek megyeszékhelye is. Lakosainak száma 1194 fő (2020. április 1.).

## Népesség
A település népességének változása:

| 2010 | 1 022 |
| 2020 | 1 194 |